# Font Picant (Argentona)
La Font Picant és un conjunt d'Argentona (Maresme) que forma part de l'Inventari del Patrimoni Arquitectònic de Catalunya.

## Descripció

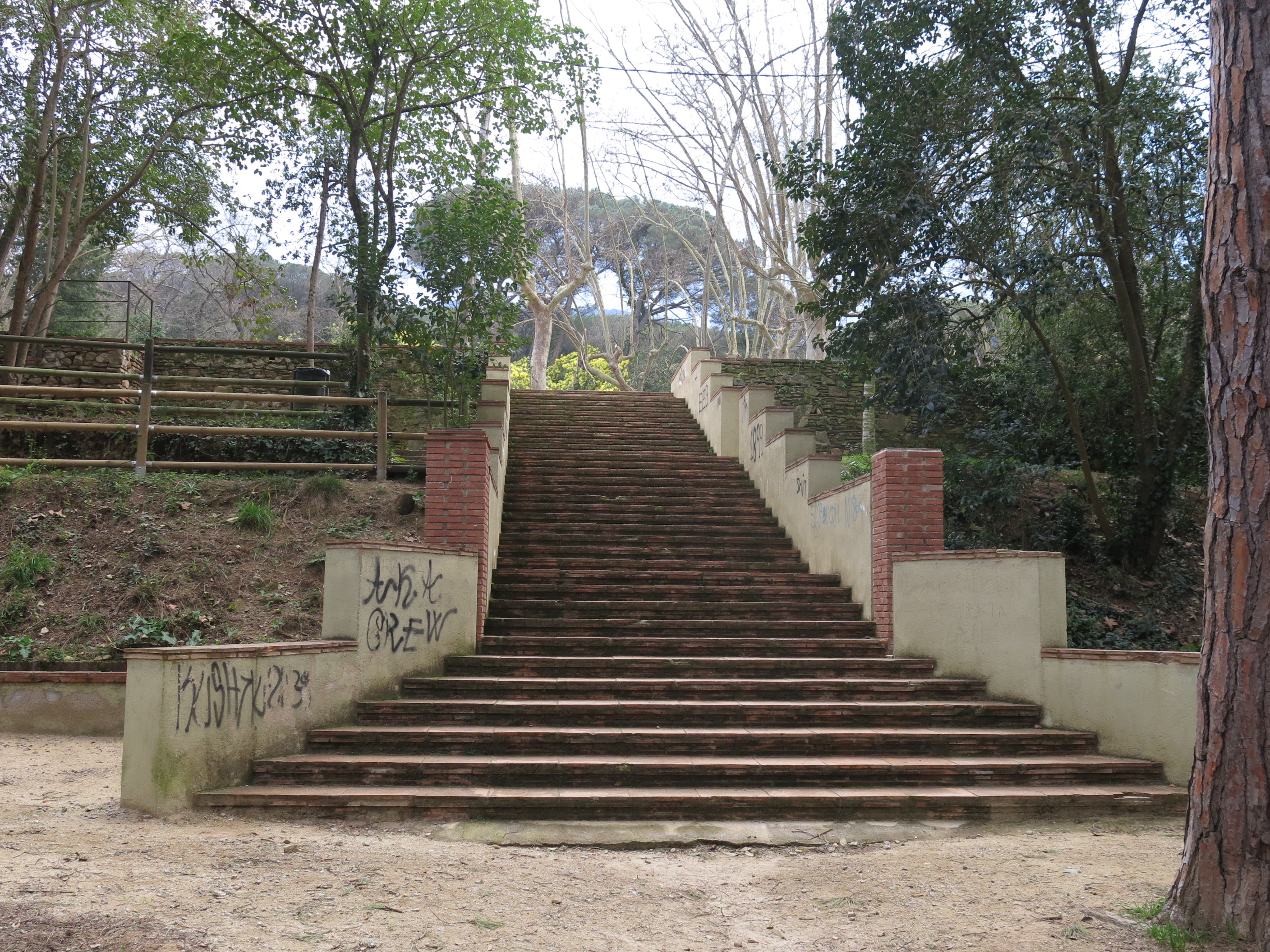
Escales que duien als xalets de la urbanització

És un conjunt residencial construït a principis del segle XX entorn de la Font Picant o del Manantial de Burriac. La urbanització afecta a la font, on s'hi construí un petit clos de pedra vista amb una cova (antics serveis). La utilització de la pedra irregular i costelluda vista és pròpia de l'estil modernista i se solia emprar als brolladors i fonts o estanys, creant una ambientació més pròxima a la natura, a diferència de les construccions d'arrebossat o de rajoles que testimoniaven la mà de l'home. L'accés a la font es fa per mitjà d'una rampa on s'hi troben a les vores bancs de pedra, testos i fanals, tots ells fets en pedra. Seguint la mateixa línia la font és envoltada per un bosc de pins amb bancs, que fa d'entrada al conjunt residencial. Sobre la font, i per mitjà d'un camí vorejat de plàtans i fanals de pedra, s'accedia a quatre construccions amb façana d'estil modernista anomenades els xalets de la Font Picant, actualment desapareguts. Tot el conjunt es troba en un estat de conservació molt precari.

## Història
Segons Carreras Candi, a principis d'aquest segle, " fins 1907 el propietari era Leandre Jover i Peix i l'aigua es prenia baixant un pou humit, que és d'on eixia, però a partir d'aquest any el nou propietari la feu sortir a peu d'una rampa, al mig d'un petit parc amb arbrat i bancs". Probablement devia ser la deu més important de la població, almenys per la capacitat de públic que hi devia anar, a jutjar per l'enorme espai i pels equipaments que encara es conserven.